# دار الجمعية
دَار الجَمْعِيّة هي قرية تقع في معتمدية السبيخة بولاية القيروان في الوسط التونسي.